# バルブサージング
バルブサージングとは、レシプロエンジンが許容回転数を超過した場合に、吸排気バルブの動きが異常になる現象である。

## 概要
ポペットバルブを使用したエンジンの多くにおいて、吸排気バルブを開ける時はカムシャフトにより直接、またはロッカーアームなどを介して強制的に開けられ、閉めることはバルブスプリングの力で行われる。しかしエンジン回転数が設計許容値よりも高くなると、バルブスプリングの共振によりバルブがカムシャフトの動きに追従できなくなる。これをバルブサージングという。
この状態になると想定外のバルブタイミングとなり、状態が深刻化すると、ピストンとバルブが衝突する状態（バルブクラッシュ）も発生し、バルブの破損によって生じた金属片がシリンダー内部に落ち、シリンダーやピストンを破壊し、エンジンが使用不能となる（エンジンブロー）。
エンジンには最高許容回転数が決められている。この回転数を超過するレッドゾーンで回転させること（過回転、オーバーレブ）は、エンジンに多大なストレスを与えるので避けなければならない。自動車用エンジンにおいては、加速時だけでなく、特にエンジンブレーキでシフトダウンを行う時にも注意が必要である。
バルブサージングは、カム形状の変更のほか、固有振動数が異なる2つのスプリングを組み合わせたり、不等ピッチ（不等間隔）のコニカルスプリング（円錐形スプリング）を使用することで、技術的に一定程度の回避が可能である。さらに、レース用エンジンなどに採用される高圧の気体（窒素や二酸化炭素 など）を金属スプリングの代わりに使うニューマチックバルブや、イタリアの2輪車メーカーであるドゥカティに代表されるデスモドロミックといった、金属スプリングに頼らないバルブ開閉機構を採用することでも回避できる。